# Partsjnali
Partsjnali (en georgiano: ფარცხნალი) es un pueblo del oeste de Georgia, ubicado en el sureste de la región de Imericia y parte del municipio de Jaragauli. 

## Geografía
Partsjnali se encuentra a orillas del río Yijveli, afluente izquierdo del río Chjerimel, a 4 kilómetros de Jaragauli.

## Historia
Bajo el dominio ruso, el pueblo formaba parte del distrito Shorapan de la gobernación de Kutaisi con población de mayoría georgiana.
Desde el otoño de 1910 hasta la primavera de 1911, Galaktión Tabidze, uno de los principales poetas georgianos del siglo XX, trabajó como profesor en una escuela local.
El pueblo afirma estar incluido en el Libro Guinness de los récords para un gran número de residentes locales, personalidades destacadas (4 académicos y más de 40 profesores son nativos del pueblo).

## Demografía
La evolución demográfica de Partsjnali entre 2002 y 2014 fue la siguiente:
| 451                                             | 254 |
| (Fuente: Population of Georgia in Soviet times) |     |

Según el censo de 2014, los georgianos constituían el 99,2%.

## Economía
Desde la antigüedad, la población local se dedicaba a la agricultura,

## Infraestructura

### Arquitectura, monumentos y lugares de interés
El pueblo tiene dos iglesias destacadas: la iglesia de Partsjnali y la iglesia de San Jorge de Kajori.

### Transporte
La vía férrea Poti-Tiflis pasó 4 kilómetros al noreste del pueblo.

## Personas ilustres
- Samuil Buachidze (1882-1918): revolucionario bolchevique ruso que fue uno de los líderes de la lucha por el poder soviético en el Cáucaso norte.